# Carlos Solis
Carlos Solis – postać fikcyjna, bohater serialu Gotowe na wszystko. Grał go Ricardo Antonio Chavira.

## Charakterystyka
Carlos nigdy się nie poddaje. Ten drań coś knuje.

## Przeszłość
Carlos, syn Juanity i Diega Solisów, urodził się 15 lipca 1971 roku w Guadalajarze (Meksyk).
Pewnej nocy, kiedy miał 4 lata, Diego wrócił do domu pijany i zbił go. Wtedy Juanita przeszła gwałtowną metamorfozę i wiedziała, że Diego nie skrzywdzi już jej ani Carlosa. Juanita zabiła swego męża. Synkowi wmówiła, że Diego uciekł z kelnerką z El Paso. W 2003 roku Carlos poznał słynną modelkę, Gabrielle Marquez. Spojrzała jednak na niego dopiero na szóstym pokazie mody. Oświadczył się jej na trzeciej randce a ona go przyjęła, bo chciał, by jej śmiech towarzyszył mu przez resztę życia. Zanim doszło do ślubu, Gabrielle została zmuszona przez podejrzliwą matkę jej narzeczonego do podpisania intercyzy.
W tym samym roku przeprowadził się z nią na Fairview, 4349 Wisteria Lane i tam poznał wszystkie sąsiadki, czyli Mary Alice, Bree, Susan i Lynette w dosyć niekomfortowej sytuacji. Carlos kochał żonę, ale bardziej skupił się na pracy. Dlatego Gabrielle była samotna i zaprzyjaźniła się z 9−letnim Eddim Orlofsky. Tę relację ukrócił Carlos i zakazał spotykania się z tym dzieckiem bo byłoby to co najmniej dziwne.

## Historia

### Sezon 1
Carlos i Gabrielle kłócili się. Był on biznesmenem, którego często nie było w domu, gdyż prowadził interesy z Tanaką. Po odwiedzinach Jonathana Lisco, zaczął nabierać jednak podejrzeń, że żona ma romans. Sprowadził swą matkę, Juanitę „Mamę” Solis, która potwierdziła mu przed zapadnięciem w śpiączkę od potrącenia pojazdem, że jej synowa go nie zdradza.
Przeżywał stres pracując z partnerem w firmie z Tanaką. W końcu ten wmieszał go w pracę niewolniczą pracowników z Laosu. Został aresztowany a konta Carlosa i Gabi zablokowano.
Gabi musiała iść do pracy i kontynuować ją, mimo że Carlosa wypuścili na warunkach aresztu domowego. Chciał dziecka, więc zmienił jej tabletki antykoncepcyjne na zwykłe. Gabi zmusiła go jednak do tego by poszedł do więzienia, przy okazji pogrzebu Juanity. Wtedy mogła korzystać z odblokowanych kont bankowych.
Carlos, w zamian, zmusił fizycznie Gabi do podpisania umowy post-małżeńskiej. Podarł ją jednak, gdy Gabi przekonała go, że nigdy nie będzie sama, ponieważ jest ładna, a przez to zawsze znajdzie utrzymującego ją mężczyznę.
Wkrótce odkryła, że jest w ciąży i Carlos wmówił jej że to była sprawka jego matki. Z listu z apteki, dowiedziała się, że Carlos kłamał i wyjechała z domu, rzucając do niego, że dziecko może być nie jego. Carlos „pożyczył” samochód Edie i – łamiąc zasadę aresztu – wyśledził ją. Pojechała do domu Justina. Ten był w szlafroku i tylko objął Gabi, ale Carlos myślał, że Gabi miała z nim romans.
Pobił Justina i przy policjantach dopiero dowiedział się, że Justin też jest gejem. W areszcie, Carlos powiedział, do żony, że sprowokowała go do tego, ponieważ udawała, że miała romans. Tę wersje chcieli przedstawić w sądzie, ale Gabi początkowo się nie zgodziła. Mając jednak w perspektywie niedogodności macierzyństwa, przystała na to. Wszystko szło gładko, dopóki John pojawił się na sali i szepnął Carlosowi, że romansował z Gabrielle. Carlos rzucił się na niego, ale po drodze był Justin, więc zatrzymano Solisa.

### Sezon 2
Carlos trafił do więzienia i nie mógł wybaczyć Gabrielle zdrady. Dopiero gdy test na ojcostwo wyszedł pozytywnie (wskazywał jego na ojca) i Gabi rozpłakała się na jego oczach przyznając się do błędu, pogodzili się. Musiał też zapłacić innemu więźniowi w postaci wpłaty na operację piersi dla jego dziewczyny, co Gabrielle wykorzystała na swoją korzyść. Teraz ona mogła dysponować wydzielanymi jej pieniędzmi.
Pogodzeni, załatwili sobie nawet wizyty małżeńskie w więzieniu, dzięki Davidowi Bradleyowi. Był to adwokat zatrudniony przez Gabi. Mimo że David próbował przespać się z Gabi i Carlos był zazdrosny, do niczego nie doszło.
Po stracie dziecka, Carlos wpadł w szał i poranił się, ale był zszokowany obojętnością żony. Działający na jego polecenie Hector Ramos (Danny Trejo) uświadomił jej, że strata dziecka jest strasznym bólem i pomógł się z nim uporać.
Niedługo potem Carlos został wypuszczony z więzienia, dzięki wstawiennictwu Kościoła Katolickiego a zwłaszcza siostry Mary Bernard. Obie panie od razu zaczęły się ze sobą pojedynkować. W końcu Gabi wysłała siostrę na Alaskę. Sama zrozumiała, że chce dziecka i będzie ono zabezpieczeniem przed utratą Carlosa.
Krótko potem Gabi przyjęła pod swój dach Xiao Mei jako nową pokojówkę, a następnie przyjechała do niej matka, Lucia Marquez. Na jaw wyszły stare żale i bóle, które Carlos wkrótce zrozumiał. Gabi i Carlos odrzucili ofertę Lucii by była ich surogatką. Poszli jednak do państwowej kliniki adopcyjnej, ale tam pracowała pamiętliwa Helen Rowland.
Skierowali się więc do prywatnej agencji, gdzie Eugene Beale znalazł im, po wielu trudach, piękną Libby Collins. Była ona zdecydowana oddać dziecko. Gdy już jednak wszystko było załatwione, nic z tego nie wyszło a mała Lily została im odebrana.
Praktycznie nazajutrz Gabi dowiedziała się, że Xioa Mei ma być deportowana do Chin. Było za późno a Solisowie potrzebowali dziecka, więc wpadli na pomysł, by Xiao Mei została ich surogatką. Zgodziła się i zapłodnienie się udało. Nagle jednak Carlos zaczął przedkładać potrzeby pokojówki nad swej żony i Gabi zaczęła coś podejrzewać. Wkrótce, dzięki krótkofalówce, dowiedziała się, że Carlos ma romans z pokojówką. Wyrzuciła go z domu i zaczęła ostro traktować Xiao Mei.

### Sezon 3
Minęło pół roku. Xiao Mei musiała od tamtej pory służyć Gabi. W międzyczasie toczyła się też sprawa rozwodowa między małżeństwem. Sama Xiao zaczęła rodzić na weselu Bree i Orsona. Podczas porodu, w szpitalu, okazało się, że jest to upragniony chłopiec, ale koloru czarnego. Podmieniono embriony, ale ich się nie utrzymał.
Oznaczało to jedno: rozwód bez bagażu utrzymującego razem Carlosa i Gabi. Wojna Solisów nabierała tempa. Ona urządziła wyprzedaż rzeczy Carlosa a on wprowadził się do niej ponownie, bo adwokat mówił, że miał pełne prawo, skoro ma płacić wysokie alimenty. Wkrótce potem musiał się włamać do domu, gdyż Gabi zmieniła zamki. Policjanci szybko przyjechali, ale gdy usłyszeli co Gabi zrobiła, właśnie ją aresztowali. Gdy Carlos ją odwoził, wyznała, że go nie kocha i przespała się z Johnem. Carlos wyrzucił ją z auta. Gdy wróciła do domu, Gabi myślała, że mąż chce ją uwieść, ale szybko znalazła w wannie Trishelle (Evelina Oboza). Gabi za to poszła z Philem Lopezem (Marco Sanchez) nad basen za domem i „seks” który udawała by odrzucić od siebie Carlosa.
Przez samochody, Solis domyślił się wszystkiego i nazajutrz znalazł on w swym łóżku Gabi z innym mężczyzną, kompletnie nagich. Carlos użył podstępu i podczas spotkania adwokatów dzielących majątek, zrezygnował z wszystkiego. Dostał jednak do domu paczkę, z której Gabi dowiedziała się, że Carlos dostał pracę, z dwuletnim dochodem 2 000 000 dolarów. Otrzymała by pieniądze tylko wtedy, gdyby rozwodu nie było. Uwiodła Carlosa i nazajutrz zaproponowała by zapomnieli o rozwodzie. Carlos wyśmiał ją i nazwał „dziwką” a ta wypchnęła go przez okno. Wrócił jednak do domu o własnych siłach.
Podczas ostatniej rozprawy rozwodowej okazało się, że Carlos nagrał cały stosunek jaki odbyli. Sędzia (John C. Moskoff) orzekł, że Gabi dostała dom bez alimentów a Carlos całe wyposażenie. W domu, świeżo rozwoedzeni zdemolowali całe wnętrze budynku w akcie zemsty, jednakże pod wrażeniem działań Carolyn Bigsby w supermarkecie, pogodzili się.
Latynos wprowadził się do domu przy 4356 Wisteria Lane i zaczął spotykać się z Lucy Blackburn. Naśmiewał się, że eks żona spotyka się z Billem Pearce. Pomógł jej za to z problemem Zacha Young.
Zaopiekował się synem Edie Traversem McLain co zauważyła Edie i chciała nawiązać z nim romans. Próbowała nawet zmienić warunki opieki nad synem z jego ojcem, Charlesem, ale Carlos przekonał ją, że zaopiekuje się Edie. Jej syn wyjechał a sam usłyszał z telewizji, że Gabrielle zaręczyła się z kandydatem na burmistrza, Victorem Lang. Zaangażował się w związek Edie, która doprowadziła do tego, że Carlos został wyrzucony z domu Mike’a. Zaproponowała mu mieszkanie i przyszłego syna lub córkę. Brała jednak tabletki antykoncepcyjne. Carlos przez przypadek dowiedział się o tym w dniu ślubu Gabi i Victora. Pokazał jej, że zna prawdę i zerwał z nią, co doprowadziło Edie do płaczu. Załamanego w pokoju z prezentami nakryła Gabi i zaczęła się z nim całować.

### Sezon 4
Gabi postanowiła nawiązać romans z Carlosem i uciec z nim gdy się ściemni. Carlos zawiódł jej oczekiwania, ponieważ Edie powiesiła się, by go zatrzymać. Carlos nie wiedział, że to był tylko podstęp. Musieli razem odwołać swój plan.
Po miesiącu wzajemnego nieodzywania się, romans jednak odżył, gdyż Edie dowiedziała się o tajnym koncie Carlosa na Kajmanach a Gabi nie mogła porozumieć się z zajętym pracą burmistrzem, swym mężem. W pewnym momencie zostali nawet zagrożeni nakryciem przez Johna Rowlanda, którego teść był przyjacielem Victora. Carlos zrozumiał, że to on jest teraz „nowym Johnem” i wybaczył ich byłemu ogrodnikowi. Carlos zadbał też o to by pieniądze, o których powiedział Gabi, zostały zatuszowane przez Ala Kaminsky.
Edie w międzyczasie zaraziła się wszami łonowymi, od niejakiej Minzy Porter. Carlos sypiał z Edie, więc przeniósł tę dolegliwość na Gabrielle, z którą miał romans. Gabrielle sypiała też z Victorem, by niczego nie podejrzewał, więc on też się zaraził. Cała czwórka musiała więc używać tego samego szamponu, pachnącego jak przypalona lukrecja.
Kochankowie nadal ukrywali się a Carlos zerwał z Edie, która to doniosła do urzędu skarbowego na Carlosa. Gdy odkryła, że pieniędzy nie ma, zemściła się. Pokazała zdjęcia całujących się Gabi i Carlosa samemu Victorowi. Lang zabrał Gabi na swój jacht by z nią porozmawiać o wspólnej przyszłości. Ona została powiadomiona przez Carlosa o sytuacji i wypchnęła Victora z łodzi. Przypłynęła po Carlosa i razem odszukali Victora, ale w walce między mężczyznami burmistrz znowu został wypchnięty za burtę.
Victor planował zemstę i chciał zabić Carlosa, ale zginął, przebity sztachetą od płotu, podczas tornada w Fairview. Chwilę potem odłamek uderzył w skroń Carlosa co doprowadziło do utraty wzroku przez Carlosa, potwierdzonego przez lekarza w szpitalu. Edie dowiedziała się od pielęgniarki o ślepocie Carlosa.
Gabrielle Lang, za pośrednictwem księdza Crowley, ponownie związała się węzłem małżeńskim z Carlosem Solis i ponownie przyjęła nazwisko męża. Ten ją okłamał, że nie będzie widział, ale tylko przez trzy/cztery miesiące. Edie jednak przekazała info do nowej/starej żony Carlosa. Gabi była wściekła, ale powiedziała, że go kocha i z nim zostanie aż do śmierci. Do tego doszedł problem z psem przewodnikiem Roxy.
W końcu małżeństwo było tak wydrenowane finansowo, że znalazło współlokatorkę, Ellie Leonard. Okazała się ona handlarzem narkotyków i zgromadziła dużo pieniędzy. Solisowie je znaleźli a krótko potem Ellie zmarła.
Pięcioletni przeskok
Gabrielle dowiedziała się od doktora prowadzącego (Tim Bagley) o ciąży za co go spoliczkowała. Carlos był wniebowzięty i powiedział jej, że zatrudni się jako masażysta w lokalnym klubie.
Teresa Pruitt (Patty McCormack) – pielęgniarka w lokalnym szpitalu, która od lat pomagała kobietom przy dzieciach po porodzie – zamieniła pierwszą córkę Solisów, Grace na dziecko innej pary, Carmen i Hectora Sanchez.
Ten sam lekarz rok później przekazał jej tę sam wiadomość a Gabrielle kazała poddać się Carlosowi zabiegowi wazektomii.

### Sezon 5
Dziewięć lat od śmierci Mary Alice Gabi przeszła prawdziwą przemianę. Z ponętnej, gorącej latynoski, do której lgnęli wszyscy mężczyźni, stała się niezadbaną, typową kurą domową. Kiedyś nie chciała mieć dzieci, dzisiaj ma: dwie córki.
Poziom życia całej rodziny Solis dramatycznie spadł od tamtego czasu. Z dwójki milionerów, stali się uboższymi mieszkańcami Wisteria Lane. Do tego mieli dwie córeczki, które były „puszyste”. Gabi szybko zaczęła się frustrować, ponieważ chciała je odchudzić by sąsiadki o niej nie plotkowały. Nie zaproszono też jej na przyjęcie u Michelle Downing (Jodi Carlisle). Wprosiła się, ale szybko ich wyrzucono. Gabi musiała też interweniować w sprawie zatargu między dzieckiem Susan, Maynardem Jamesem Delfino, zwanym „M.J.” a jej córką, Juanitą. Pobiła się nawet z Susan, ale wieczorem się pogodziły. Poza tym, musiała sprzedać swego Astona Martina i kupić stary samochód Andrew Van De Kampa. Gabi, razem z mężem, odkryła „seks na ślepca”. Mogli odczuwać doznania innymi zmysłami. Niestety pierwszy taki incydent przerwała im nieświadoma Juanita i jej rodzice mieli potem mały problem z innymi rodzicami.
W związku z pracą Carlosa masażysty bogaczy, Solisowie zaczęli mieć kontakt z majętną wdową, Virginią Hildebrand. Niestety, ta spragniona ciepła kobieta okazała się zbyt zaborcza dla Gabi i małżonkowie zerwali z nią kontakty. Było to podczas koncertu w klubie „biały koń”, który uległ spaleniu. Carlos dostał się do szpitala i lekarze wykryli małą kość uciskającą nerw wzrokowy. Jej usunięcie oznaczało ogromny wzrost szans na odzyskanie wzroku u Carlosa. Gabi była zachwycona, ponieważ operacja miała się odbyć za miesiąc, ale zasmuciła się, ponieważ nie była już tak piękna. Zmieniła dietę, wciskając też zdrowe jedzenie córkom. Żaliła się nawet Susan i Edie, która już od pół roku ponownie mieszkała na uliczce. Carlos powiedział jej, że to nie jej ciało kocha a duszę i charakter. Gabi wydała przyjęcie na cześć Carlosa. Wyszło na jaw, że posprzedawała kilka rzeczy by ratować dach nad głową, w tym piłkę baseballową męża z autografem. Odzyskała ją, ale gdy Carlos zobaczył, że sprzedała też własne rzeczy, wymienił piłkę na elegancką suknię dla swej bohaterki.
Wkrótce Gabi spotkała Bradleya, po którym Carlos otrzymał posadę i awans w firmie finansowej. Krótko przedtem Gabi, dzięki Edie, odzyskała swą dawną figurę.
Carlos chciał się dobrze wywiązywać z zadania. Zatrudnił na swoje dawne miejsce pracy swą byłą dziewczynę, z czasów po rozwodzie z Gabi, Lucy Blackburn. Gabi wkręciła szybko Lynette Scavo, swą przyjaciółkę, do firmy męża aby go szpiegowała. Na szczęście dla Gabi, wkrótce potem Lucy odeszła z firmy.
Po śmierci Edie Britt, która jak się okazało, bardzo pomogła uwierzyć Gabi w swoją urodę po rozwodzie z Carlosem, Gabi zaczęła się udzielać w kółku ogrodniczym. Dzięki niej panie przestały dbać o ogródki tylko spotykały się z udziałem drinków i alkoholu. Na jednej z nich widziała Toma, męża Lynette z miejscową kobietą lekkich obyczajów, Patty Rizzo (Sarah Knowlton). Gabi martwiła się, że Tom może zdradzić Lynette, ale sama nie wiedziała, że Carlos widział nagą Lynette. Pary powiedziały sobie o tym podczas kolacji, ale potem wszystko sobie wyjaśniły.
Juanita poszła do szkoły w makijażu, ponieważ wszyscy nie wierzyli, że nie jest córką pięknej matki. Gabi poszła bez makijażu na spotkanie z okazji przyznania Carlosowi tytułu biznesmena roku. Mimo że w końcu nałożyła makijaż do zdjęcia i Juanita była zawiedziona, obie doszły do porozumienia. Rodzina Solis razem pojechała na spotkanie rodzinne do żony brata ojca Carlosa, cioci Connie. Oświadczyła ona, że umiera i poprosiła którąś z rodzin o zaopiekowanie się jej nastoletnią krewną. Carlos i niechętna Gabi zgodzili się. Już pierwszego dnia doszło do starcia między paniami, ponieważ Ana okazała się być tak samo temperamentna jak Gabi.

### Sezon 6
Gabi, jak podejrzewała, zaczęła mieć problemy z zachowaniem Any Solis oraz, jak z edukacją córki, Juanity. W trakcie załatwiania jej miejsca w szkole katolickiej, Gabi odkryła, że Lynette jest w zaawansowanej ciąży. Sąsiadka nic nie mówiła, bo nie chciała stracić pracy a Gabi, obraziła się ponieważ Lynette jej nie zaufała.
Lynette sama powiedziała Carlosowi w jakim jest stanie i, w ramach małej zemsty, zdegradował ją z biura do małego schowka na szczotki. Gabi to zauważyła i zrobiło jej się żal Lynette. Podczas gdy poszła do niej z przeprosinami, Lynette zdążyła załatwić sobie adwokata, który pozwał firmę Carlosa o złe traktowanie ciężarnej. Lynette próbowała go powstrzymać, ale nie zdążyła a Gabi wypowiedziała jej wojnę. Carlos zlecił Lynette wykonanie, na następny dzień rano, bilansu firmy z roku poprzedniego i Lynnette miała to uporządkować. Nie zdążyła, ponieważ poszła na przedstawienie do córki Penny.
Carlos wiedział o tym i zwolnił Lynette. Na Boże Narodzenie Carlos przyszedł do domu i oświadczył, że nie wygrają sprawy z Lynette. Gdyby doszło do procesu, stracił by firmę i stanowisko prezesa. Tymczasem Lynette chciała przeprosić, ale Gabrielle zaogniała sytuację. Było tak aż do ocalenia Celii przez Lynette przed awionetką, prowadzoną przez Daphne i Jeffa Bicks.
Wskutek takiego błogosławieństwa, Lynette ucierpiała, ponieważ straciła jedno z dzieci, płci męskiej, które nazwała „Patrick”. Zdołała jednak wybaczyć Gabi za jej zachowanie. Solisowie podarowali 60-calową plazmę Tomowi i Lynette a Carlos załatwił jej wypłacanie pensji z firmy.
Tom zaproponował Carlosowi, że będzie pracował na miejsce żony. Carlos się zgodził, ale Lynette była zła. Zdenerwowała się jeszcze bardziej, gdy Tom zaproponował Carlosowi, by została w domu i opiekowała się córką, gdy się urodzi. Tom w końcu musiał ustąpić i zgodził się, że się zamienią miejscami, gdy dziecko się urodzi.
Gabi tymczasem załatwiła wreszcie Juanicie miejsce w szkole prywatnej, gdzie pracowała Susan, w Oak Ridge. Niedługo potem, wraz z Susan, desperacko rozpracowała które z dzieci należy do jakiej grupy zaawansowania. Tymczasem Ana i Danny zaczęli się spotykać.
Gabi obawiała się, że Ana zajdzie w ciąże z Bolenem. W zamian za obietnicę kariery modelki po skończeniu szkoły, Ana miała nie sypiać z synem Angie. Carlos ich jednak przyłapał, niemalże nagich, na kanapie i zaczął szarpać Danny’ego. Angie, która przez przypadek akurat stała pod oknem, zauważyła to. Wpadła do domu i, zanim wyprowadziła syna, zagroziła śmiercią Carlosowi, gdyby sytuacja się powtórzyła. Solisowie chcieli przeprosić Bolenów, ale przez przypadek podsłuchali kłótnię Angie Bolen i jej męża Nicka. Mieli oni tajemnicę, którą strzegli. Jej wyjawienie miałoby straszliwe konsekwencje.
Gabi wykorzystała więc Robin Gallagher i dzięki niej, wysłała Anę, która zerwała z Dannym, do Nowego Jorku, do agencji modelek.
Gdy Celia dostała ospy wietrznej, Gabi musiała przeprowadzić się do sąsiadów, Boba Huntera i Lee McDermotta. Prowadziła u nich prawdziwe życie singielki. Gdy jednak zobaczyła ich dziecięcy pokój, zrozumiała, że dziecko to największe błogosławieństwo. Wróciła więc do domu, do córek i męża. Wkrótce odkryła, dzięki Angie, że jej syn pojechał za Aną do Nowego Jorku. Obie panie spotkały tam Heidi Klum i Paulinę Porizkovą. Angie dowiedziała się, że Gabi była największą jędzą spośród modelek. Dlatego też Gabi przekonała Anę, by taka nie była. W samolocie powrotnym, Gabi dowiedziała się od Angie, że Nick nie jest biologicznym ojcem Danny’ego.
Między Juanitą a M.J-em Delfino doszło wkrótce do spięcia, ponieważ oboje walczyli o to, kto więcej sprzeda czekolad. M.J. nigdy nic nie wygrał a Juanita nie miała przyjaciół. Wygrała Juanita, ale M.J. okazał się na tyle mądry, że Gabi pogratulowała mu „moralnego zwycięstwa”.
Sama Gabi zaoferowała wkrótce swe jajeczka Bobowi i Lee, którzy od dwóch lat starali się zaadoptować dziecko. Gdy jednak zrozumiała, że będzie to dla niej za trudne emocjonalnie, odmówiła im, a Lee zerwał z Bobem. Niedługo potem Gabi poprosiła męża o domek w Aspen. Odmówił a Gabi przez przypadek dowiedziała się, że pieniądze na domek pożyczył Mike’owi i Susan Delfino, którzy byli zadłużeni. Gabi wraz z Susan ukarały mężów, wystawiając ich ego na pośmiewisko, ponieważ Mike nie chciał pieniędzy żony za sprzedaż klubu Karla.
Następnie w życie Gabi wróciła sprawa Angie, ponieważ do Fairview przyjechał Patrick. Gabi go nie poznała początkowo, bo przedstawił się jako brat Angie Bolen, Anthony. Angie jednak powiadomiła o wszystkim Gabi, Gabi ściągnęła Nicka i koniec końców, Patrick zginął na Wisteria Lane. Angie wyjechała do Atlanty. Natomiast Bree, zmuszona sytuacją rodzinną i swym pasierbem Samem, postanowiła wyznać Gabi prawdę: tożsamości tego kto potrącił jej teściową, Juanitę.

### Sezon 7
Carlos dowiedział się o aferze z podmianą swojego dziecka na inne od prawnika Jacka Pinkhama (Kevin Symons). Wpadł w furię, ale wiedział, że prawda bardzo zrani Gabi, dlatego postanowił nie mówić o tym. Zaszantażował też Jacka, że nie wytoczy procesu szpitalowi na milionów dolarów odszkodowania, jeśli placówka zaprzestanie poszukiwań drugiej rodziny. Wieczorem Gabi natomiast powiedziała Bree, że nie powie nic mężowi o incydencie sprzed lat bo ich życie jest idealne. Przypadkowe, delikatne potrącenie Juanity zmusiło Carlosa do przekazania jej prawdy, gdyż Gabi sądziła, że kiedys niechcący zdradziła męża, będąc pod wpływem alkoholu.
Gabi była zdruzgotana i początkowo zgodziła się nie szukać drugiej rodziny. Podpisała nawet odpowiednie dokumenty w szpitalu, ale Carlos dowiedział się podjęciu poszukiwań przez żonę od Boba Huntera. Zagroził rozwodem jeśli sprawy pójdą niepomyślnie.
Nawiązali kontakt z Carmen i Hectorem Sanchez oraz Grace Sanchez. Gabi bardzo się przywiązała do swej biologicznej córki, nie wyjawiając prawdy dziewczynkom. Biologiczni rodzice Juanity musieli jednak wyjechać z kraju, bo okazali się nielegalnymi imigrantami. Wraz z nimi wyjechała Grace i Gabi wpadła w rozpacz. Podczas zamieszek na Wisteria Lane powiedziała Carlosowi, że Juanita dowiedziała się prawdy i oboje uratowali ją z oblężonego auta Boba i Lee.
Gabi została zmuszona przez Carlosa do usunięcia wszystkiego co wiązało się z Grace. Kobieta znalazła substytut Grace w sklepie panny Charlotte z drogimi lalkami. Kobieta za bardzo przywiązała się do lalki, którą posiadała, dlatego bardzo przeżyła to, gdy ją skradziono.
Nie pomogły jej słowa Carlosa, że to nie Grace i namówił Gabi na terapię. Nie chciała na nią chodzić, ponieważ terapeutka (Patricia Lentz) chciała rozmawiać z nią o dzieciństwie. Oszukiwała męża, że chodzi na terapię, ale ten w końcu się dowiedział i pomógł żonie zmierzyć się z przeszłością. Terapeutka Gabi kazała jej jechać to rodzinnego miasta i przeczytać list opisujący jej odczucia nad grobem ojczyma. Kiedy Gabrielle i Carlos zrobili to, pani Solis była w centrum uwagi. Gabrielle spotkała zakonnicę Marthę (Jill Larson). Zmierzyła się z nią i wtedy wróciła do domu.
Mąż Gabi dowiedział się przez zupełny przypadek od Bree, że jej syn zabił jego matkę. Wpadł we wściekłość, ale wybaczył Andrew. Tylko dlatego, że był dzieckiem. Zakazał jednak Bree i Gabrielle kontaktowania się w jakiejkolwiek formie między sobą. Carlos wykrył to, że kobiety złamały ten zakaz. Gabi wprowadziła się wraz z córkami do Bree. Wtedy o powodach śmierci matki mężczyzny dowiedziały się Juanita i Celia, a w sprawę został nawet wmieszany detektyw Chuck Vance. Na szczęście Carlos umiejętnie oszukał go w tym co sam powiedział córkom. Bree zdecydowała, że nie może rozbijać rodziny przyjaciółki i Solisowny wróciły do swojego domu.
Wyjazd do Las Colinas sprowadził jednak do Fairview Alejandra, domniemanie zmarłego ojczyma Gabi. Kobieta dowiedziała się o tym, że żyje i chciała go zabić, ale się powstrzymała. W noc uczczenia powrotu rodziny Delfino na uliczkę, Alejandro zakradł się do pustego domu Solisów i kłamiąc, że ma jej broń, chciał skrzywdzić Gabrielle. Carlos wrócił do domu i zabił mężczyznę świecznikiem. Bree, Susan i Lynette weszły do ich domu. Zgodziły się ukryć zwłoki w skrzyni gdy reszta gości kroczyła już ulicą. To pogodziło Carlosa i Bree.

### Sezon 8
Carlos zaczął przeżywać śmierć Alejandra. Nie pomogła mu próba spowiedzi u księdza Dugana (Sam McMurray). Stan psychiczny Carlosa przełożył się też na kryzys ich pożycia seksualnego. Solis wynajęła nawet striptizerkę Dakotę (Jillian Nelson) za namową przyjaciółek. Carlos był wściekły, że podzieliła się tym z dziewczynami i nigdy nie będzie już normalnie bo to co zrobił, będzie już z nim zawsze. czy alkohol by zapomnieć o tamtej nocy.
Dopiero rozmowy z Susan, którą musiał odebrać z aresztu, dawały mu jako taką ulgę. Do czasu gdy on i ona powiedzieli Mike’owi co zrobili. Mike zakazał mu spotykania się z Susan, gdyż jej te rozmowy nie pomagały. Carlos znalazł ukojenie w alkoholu.
Stan Carlosa miał też wpływ na jego firmę w której Geoffrey (Jeremy Glazer) próbował podkraść klientów Carlosa. Jeden z nich (Richard Greene) gdy dowiedział się co dolega Carlosowi, przyjechał do jego domu i zaproponował mu miejsce odwykowe, w którym sam się leczył. Mężczyzna zgodził się na wyjazd do ośrodka. Nie było go w nocy gdy zginął Chuck Vance, dlatego podejrzewała męża, że ten maczał palce w uśmierceniu detektywa.
Znalazła Carlosa w domu, ale jego auta nie było w garażu. Na pogrzebie Chucka, usłyszała od policjanta (Robert Reinis), że Carlos zamierzał się przyznać w nocy do winy, ale wezwanie o śmierci byłego chłopaka Bree przerwało mu to. W nocy, Gabi ostrzegła go by nie robił tego bez porozumienia z nią. Pozostał w ośrodku a Gabi przejęła jego obowiązki.
Po tym zdarzeniu, Gabi otrzymała lekcję od Juanity, dotyczącą jej zauroczenia i tego, że ciągle była okłamywana, co zmusiło obie panie Solis do pojawienia się w ośrodku odwykowym u męża/ojca.
Carlos, po powrocie do domu, zaczął powątpiewać w swą misję jako biznesmena. Zdecydował, że będzie pracował w pomocy społecznej. Gabi odciągała go od tego pomysłu bo sama też dużo wycierpiała, chociażby z powodu jego alkoholizmu. Postanowiła ratować rodzinę i teraz była jego pora by robił to samo.
Śmierć Mike’a tylko upewniła Carlosa w swej decyzji a Gabi zmusiła do poparcia męża. Sama zaczęła szukać pracy. Znalazła ją jako osobista asystentka zakupów bogatych klientów. To spowodowało, że Carlos zaczął być zazdrosny o to, że żona utrzymuje dom i płaci rachunki, dzięki takim damom jak Doris Hammond.
Tymczasem rozpoczął się proces Bree o morderstwo Alejandro „Ramona Sanchez”. Gabi pozyskała natomiast męża dla pomysłu by niczego nie mówił policji. Nie na długo, gdyż zamierzał się przyznać, ale żona powstrzymała go. Wszyła w płaszcz męża nóż, który wyczuł wykrywacz metali. Proces zakończył się przyznaniem Karen McCluskey do morderstwa. Karen, ze względu na chorobę i Bree zostały uniewinnione
Gabi otrzymała awans w pracy. Odtąd była kierownikiem obsługi kluczowych klientów. Zaczęła też stosować stare sztuczki męża sprzed lat, czyli ofiarowywanie drogich prezentów za brak uwagi. Carlos posłużył się fortelem i zatrudnił, w miejsce starego ogrodnika, atrakcyjną Carmen (Roselyn Sánchez). Gabi była wściekła na męża i porozmawiali dopiero na weselu Renee Perry i Bena Faulkner. Gabi wstydziła się tego co robiła z Johnem a Carlos, tego, że ją zaniedbał. Zatrudnił Carmen jako ostrzeżenie tego co się stało. Gabi zastanawiała się też dlaczego inne pary przechodzą śpiewająco swe małżeństwo. Carlos uznał, że oni wolą tango.
Gabrielle i Carlos Solis opuścili Wisteria Lane następnego roku. Zaraz po tym, gdy Carlos pomógł jej utworzyć oficjalną stronę jako doradcy ds. ubioru, co doprowadziło do otrzymania przez Gabi jej autorskiego programu w telewizyjnej stacji modowej. Później kupili rezydencję w Kalifornii, gdzie długo i szczęśliwe kłócili się między sobą.

## Ciekawostki
- Mężczyzna jest leworęczny[24], ma grupę krwi 0[25] i jest też uczulony na jajka[26].
- Susan nazywała Carlosa przez pierwsze osiem lat znajomości per „Ricky Ricardo”[27].
- Mężczyzna należy do grupy osób z ryzykiem występowania wysokiego cholesterolu[28][29]. Dlatego też nie jadał czerwonego mięsa, pełnego trójglicerydów[30].
- Carlos, ze względu na swoją datę urodzenia, jest zodiakalnym rakiem.

## Powiązane z postacią

### Al Kaminsky
Al Kaminsky (James Luca McBride) to nieżyjący księgowy Carlosa Solis.
Sezon 4
Były mąż Gabrielle wynajął go by ukrył pieniądze, które miał na tajnym koncie na Kajmanach. Edie Britt odkryła ich istnienie i poprosiła go o rękę, grożąc, że jako żona, nie będzie musiała zeznawać przeciwko niemu. Latynos zgodził się na jej propozycję by zyskać na czasie. Al znalazł sposób na załatwienie problemu. Zadzwonił do Solisa, że zajmie mu to około 10 dni. Zobowiązał się też, że powiadomi go, gdy już będzie po wszystkim. Carlos zerwał z Edie a Al Kaminsky zdążył do tego czasu przelać pieniądze i usunąć poprzednie konto. Kilka tygodni później, Carlos i Gabi chcieli uciec z miasta przed Victorem oraz tornadem. Al przyjechał pod dom przy 4349 Wisteria Lane by dać kochankom dokumenty z dostępem do nowego konta. Przekazał je Edie, sądząc, że to Gabrielle. Odjechał spod ich domu, ale próbując przebić się przez tornado, wjechał w słup i spalił się w swoim aucie. Gabrielle próbowała jeszcze szukać w jego garażu dokumentów z numerem konta, ale nic nie znalazła. Żona Diane (Sylvia Kelegian) spaliła dokumenty zagranicznych kont, by chronić siebie i interesy zmarłego męża.

### Ana Solis
Ana Solis (Maiara Walsh) to kuzynka drugiego stopnia Carlosa, córka jego kuzyna od strony ciotki Connie. Urodziła się w 1997 roku. Jej ojciec odszedł gdy miała 3 lata a matka odsiaduje wyrok w więzieniu.
Sezon 5
Gabi i Carlos musieli się nią zająć ponieważ Connie, jej babcia, oznajmiła, że niedługo umrze. Ana przyjechała do domu przy 4349 Wisteria Lane. Gabrielle szybko zauważyła, że Ana jest typem dziewczyny, która wykorzystuje urodę by zdobyć to czego chce, jak sukienki od Versace i Very Wang. Tak wykorzystała rodzeństwo Scavo do posprzątania domu
Sezon 6
Carlos żądał podpisu od żony pod dokumentami upoważniającymi ich do opieki nad Aną. Gabi odmówiła, ponieważ, najpierw żądała zmiany w jej zachowaniu. Ana to usłyszała. Pomimo zakazu ciotki, poszła na otwarcie klubu nocnego. Gdy Gabi zrozumiała, że to wszystko działo się przez brak podpisu, zrobiła to, by mieć na oku dziewczynę. Tej wpadł w oko Danny Bolen. Chłopak poprosił ją by zapewniła mu alibi na noc kiedy „Dusiciel z Fairview” prawie zabił Julie Mayer. Później otrzymała pracę w restauracji należącej do Johna Rowlanda. Zauroczyła się byłym ogrodnikiem, ale ten tylko wykorzystał ją by ponownie próbować uwieść Gabi. Ana widziała, jak pocałował ją i uciekła. Następnie odkryła stare zdjęcia kuzynki z Johnem sprzed dekady i zamierzała powiedzieć Carlosowi o pocałunku. Gabi zapewniła ją, że on już wie i jest w pełni szczęśliwa z mężem. Błagała by nie robiła czegoś co zrujnuje jej szczęście. Ana dotrzymała słowa, ale rzuciła pracę w restauracji. Gdy już oficjalnie zaczęła się spotykać z Dannym, Ana poznała także jego matkę. Nie przypadły sobie do gustu. Gabrielle wysłała kuzynkę do Nowego Jorku by rozpoczęła pracę modelki. Po tym jak usłyszeli z Carlosem kłótnie Angie z mężem na temat ich kryjówki, Danny wyśledził Anę i pojechał za nią do Nowego Jorku. Wrócił na Wisteria Lane a gdy problem Bolenów został pogrzebany, Angie i Nick pozwolili mu jechać do Any i jego babci, by mogli być razem.

### Bradley Scott
Bradley Scott (David Starzyk) to były współpracownik Carlosa z czasów ich pierwszego małżeństwa, gdy Gabrielle zdradzała Carlosa z Johnem. Jego małżeństwo z Marią trzęsło się w posadach i przestali ze sobą sypiać. Kilka miesięcy później nawiązał romans z fryzjerką, Shaylą Grove (Megan Hilty).
Sezon 5
Gabrielle spotkała go ponownie kilka lat później, gdy Carlos odzyskał wzrok. Namawiała męża do przyjęcia pracy podczas wspólnej kolacji z jego żoną, która to zażądała od niego rozwodu. Carlos w końcu się zgodził, przez co Bradley mógł poświęcić więcej czasu Marii. Z powodu kryzysu ekonomicznego, Bradley wstrzymał jednak wypłatę premii. Gabi wywalczyła ją dla męża, szantażując Bradleya, gdyż widziała go z kochanką.Musiała się jednak zgodzić na różne taktyczne ruchy by ukrywać jego romans. Zostali nawet rodzicami chrzestnymi kolejnego dziecka Bradley’ów, gdyż Maria zaszła w ciążę. Gra w kotka i myszkę zaczęła męczyć Solisów i po nieudanej interwencji u Shayli, Bradley zgodził się powiedzieć Marii prawdę, ale zapowiedział, że zwolni Carlosa. Maria dźgnęła go nożem kuchennym w plecy po tym jak powiedział, że czuje miłość do Shayli, przez co wykrwawił się w ich kuchni. Podczas pogrzebu Oven Johnson (Kevin Cooney), dyrektor generalny firmy, zaproponował Carlosowi stanowisko Brada.
Sezon 8
Postać Bradleya pojawiła się milcząco jeszcze raz na Wisteria Lane, ubrana w biel. Była jednym z duchów obserwujących Susan Delfino, gdy opuszczała Wisteria Lane wraz z dziećmi i wnuczką, by rozpocząć nowy rozdział w życiu poza uliczką.

### Celia Solis
Celia Solis (Daniella Baltodano; Karolinah Villarrea jako 11-latka w epizodzie „If...” s06e11 i Gloria Garayua jako nastolatka w epizodzie „If...” s06e11) to młodsza córka Gabrielle i Carlosa, wnuczka Juanity oraz Diega i Lucii. Gabi urodziła ją w 2010 roku.
Sezon 5
Lynette Scavo użyła Celii i Juanity, by pozbyć się Lucy Blackburn z firmy ich ojca.
Sezon 6
Gdy awionetka rozbiła się na Wisteria Lane i zaczęła sunąć w kierunku Ślepego Zaułku, Celia stała na jej trasie. Dopiero interwencja Lynette Scavo w zaawansowanej ciąży doprowadziła do jej ocalenia. To skłoniło Gabrielle do przemyśleń, że może jej córka jest stworzona do wyższych celów. Wyobraziła sobie jak forsuje ją do kariery telewizyjnej – niezbyt udanej – kosztem zrujnowania domu i rozpadu rodziny. Uznała, że Celia jest cudowna taka jaka jest. Celia zapadła na ospę wietrzną. Dlatego Gabi musiała przeprowadzić się do Boba i Lee. Gdy zobaczyła dziecięcy pokój homoseksualnej pary, zatęskniła za dziećmi. Celia wypluła kartkę włożoną do lasagne od Angie na blat kuchenny. Tak Gabi dowiedziała się, że sąsiadka potrzebuje pomocy w związku z przyjazdem Patricka Logan.
Sezon 7
Młodsza Solisówna poznała Grace Sanchez, swą biologiczną siostrę jako koleżankę. Gdy Carlos dowiedział się kto potrącił jego matkę wiele lat wcześniej oraz o spotkaniach Gabrielle z osobą która kryła sprawcę, kazał żonie wybrać między sobą a Bree. Gabi z córkami zamieszkała u sąsiadki. Juanita w końcu usłyszała prawdę o tym jak jej babcia zmarła. Dziewczynka przekazała Celii krótką informację „to Bree zabiła babcię”. Zaczęły się bać Bree aż wezwały policję, gdy Van De Kamp chciała im poprawić poduszkę, gdy spały. Gabi uznała, że najlepiej jak wrócą razem do Carlosa.
Sezon 8
W związku z Alejandrem, Carlos z żoną zdecydowali się poprosić Boba i Lee o wyrażenie zgody na zostanie opiekunami prawnymi dla nich. Gabi wykorzystała kryzys w małżeństwie Karen i Roya. Pozwoliła jej małżonkowi zostać w jej domu a ten dyscyplinował jej dzieci. Celia została zaproszona wraz z siostrą oraz rodzicami na wesele Bena Faulknera i Renee Perry. Rok później, Gabi i Carlos przeprowadzili się wraz z dziećmi z Wisteria Lane do słonecznej Kalifornii.

### Connie Solis
Connie Solis (Liz Torres) to ciotka Carlosa Solis. Była żoną brata ojca Carlosa. Jest babcią Any Solis. Connie wzięła Carlosa i Juanitę Mamę Solis pod swe skrzydła, gdy Diego Solis „odszedł” od nich.
Sezon 5
Wychowywała także Anę, zanim Carlos i Gabi zabrali ją do siebie.

### David Bradley
David Bradley (Adrian Pasdar) był najlepszym prawnikiem w Fairview. Jego argumenty były przekonujące, działał bezkompromisowo i zawsze wygrywał bezapelacyjnie. Kiedy w grę wchodziły trudne sprawy, wiedział, że korzystniej zgłosić sprzeciw. Stał się adwokatem Solisów w czasie kiedy Carlosa zamknięto w więzieniu, za napaść na gejów.
Sezon 5
Zastąpił pierwszego adwokata Carlosa (Michael Hitchcock), gdy ten wypomniał jego żonie dawny romans. Zaczął ja podrywać, ale oznajmiła mu, że jest w ciąży. Następnego dnia zorganizował im 45 minut wizyty małżeńskiej. Carlos chciał z niego zrezygnować, a ten otwarcie przyznał mu się przy Gabrielle, że chce się z nią przespać, przez co zmienił zdanie. Gabrielle w końcu udowodniła mu, że jej nie kocha. W przeciwieństwie do Carlosa, którego sama myśl o dzieleniu się nią popchnęła do przemocy. David tylko pożądał Gabrielle i był w szoku pourazowym. Latynoska kazała mu wypełnić swoje obowiązki albo oskarży go o napastowanie seksualne.

### Doris Hammond
Doris Hammond (Doris Roberts) to bardzo zamożna klientka usług Gabrielle jako osobistej stylistki w sklepie. Została żoną Williama Hammonda, który był bogatym, lecz skąpym człowiekiem. Fortunę zbił na funduszach inwestycyjnych, dlatego mógł sobie pozwolić na zafundowanie teatru, szpitala i biblioteki nazwanych jego nazwiskiem i założonych w Fairview. Kiedy zmarł, jego żona Doris odziedziczyła jego fortunę.
Sezon 8
Doris stała się jedną z klientek Gabrielle. Ta traktowała ją jak „kurę znoszącą złote jaja”. Tymczasem Carlos zaczął pracę w MOPS – ie. Gdy usłyszała czym zajmuje się Latynos, zwróciła wszystko co nabyła u Gabi by przeznaczyć fundusze na działalność charytatywną. Gabi była wściekła i wyposażyła jego biuro w drogi sprzęt oraz fortepian. Doris zobaczyła nowy wystrój i kazała mu znaleźć inną staruszkę do „naciągania”. Doris uznała Carlosa i Gabi za wariatów, dlatego zerwała z nimi kontakty.

### Juanita Solis
Juanita Solis (Madison De La Garza) to córka nielegalnych imigrantów Carmen i Hectora Sanchez. Urodziła się w 2009 roku. Niemal od razu po narodzinach została zamieniona z córką Gabrielle i Carlosa Solis. Zrobiła to pielęgniarka Teresa Pruitt (Patty McCormack), która sama nadużywała alkoholu w pracy. Juanita przyswoiła sobie bystrość umysłu niespokrewnionej z nią Gabrielle, ale odziedziczyła cechy fizyczne swego biologicznego i podatnego na otyłość ojca, Hectora.
Sezon 5
Gabrielle próbowała odchudzać 4½ – letnią Juanitę, ale bezskutecznie. Dziewczynka za to tyranizowała też Maynarda Jamesa Delfino, dopóki ich matki się nie pogodziły. To Juanita odkryła zwłoki Eliego Scruggsa na dachu Susan Mayer. Dziewczynka poszła do szkoły w makijażu, ponieważ wszyscy śmiali się, że nie jest córką pięknej matki. Rodzice Juanity stali się ponownie bogaci. Dlatego Juanita zażądała nowego łóżka z baldachimem. Gabi zaprowadziła ją do kuchni dla ubogich by zobaczyła jak to jest być biednym i doceniła to co ma.
Sezon 6
Juanita użyła wulgaryzmu podczas sztuki teatralnej w szkole publicznej. Gabi próbowała załagodzić sprawę, ale gdy dyrektorka podważyła jej zdolności matczyne, Gabi wypisała córkę ze szkoły. Carlos oświadczył żonie, że będzie musiała ją uczyć w domu. Zatrudnił do domu sprzątaczkę Ivanę (Anna Katarina). Była doktorem inżynierii uniwersytetu w Bukareszcie. Pomogła Juanicie w ułamkach, ale zaniedbała dom więc Carlos ją zwolnił. Dowiedział się wszystkiego od córki i obiecał żonie zorganizować szkołę dla Juanity. Gabi w końcu umieściła Juanitę w Oak Ridge, prywatnej szkole gdzie pracowała Susan. Juanita nie wiedziała, iż jest latynoską bo mieszkała w dzielnicy, gdzie przebywali ludzie o anglosaskiej urodzie. Gabrielle nie uczyła córki o jej korzeniach, gdyż kojarzyły się jej z biedą i głodem, ale obiecała mężowi poprawę. Gabi wraz z Susan rozpracowały które z ich dzieci należy do jakiej grupy zaawansowania edukacyjnego. Juanita była na wyższym poziomie i doprowadziło to do konfliktu rodziców w szkole oraz między Gabi a Susan. Pomiędzy Juanitą a Maynardem Jamesem Delfino doszło wkrótce do starcia, ponieważ oboje walczyli o to, kto sprzeda więcej czekolad. M.J. nigdy nic nie wygrał, a Juanita nie miała przyjaciół. Wygrała dziewczynka, ale Gabi pogratulowała chłopcu „moralnego zwycięstwa” za to, że zrobił dobry uczynek.
Sezon 7
Bree wpatrywała się w Keitha, gdy uderzyła bagażnikiem auta w Juanitę. Po serii badań w szpitalu wyszło na jaw, że Juanita nie jest spokrewniona z Carlosem i Gabi. Bob Hunter sprowadził do życia Juanity Grace Sanchez, lecz dziewczynka wzbudziła u Juanity zazdrość o matkę. Nawet Carlos zauważył, że Juanita czegoś się domyśla. Gabrielle była załamana z powodu wyjazdu Grace z Eagle State. Juanita znalazła list w którym Gabi przelała swój ból z powodu utraty biologicznej córki. Uciekła z domu, wprost w tłum protestujący przeciw domu drugiej szansy Paula Younga dla byłych kryminalistów. Schowała się w samochodzie Boba i Lee. Tłum wkrótce obległ pojazd a cała trójka znalazła się w pułapce, z której wyciągnęli ich Lynette oraz Solisowie. Juanita i Celia odkryły istnienie lalki, którą Gabi traktowała jak Grace i ją zniszczyły. Gabi naprawiła lalkę, ale ta została skradziona. Spięcie między Gabrielle a Lee podczas szkolnego konkursu talentów, uświadomiło byłej modelce, że zmiana córki na siłę i porównywanie jej do Jenny Hunter – McDermott nie przyniesie pozytywnych rezultatów. Carlos dowiedział się kto potrącił jego matkę wiele lat wcześniej oraz o spotkaniach Gabrielle z osobą która kryła sprawcę. Kazał żonie wybrać między sobą a Bree. Gabi z córkami zamieszkała u sąsiadki. Juanita w końcu usłyszała prawdę o tym jak jej babcia zmarła. Dziewczynka przekazała Celii krótką informację, „to Bree zabiła babcię”. Zaczęły się bać Bree aż wezwały policję, gdy Van De Kamp chciała im poprawić poduszkę, gdy spały. Gabi uznała, że najlepiej jak wrócą razem do Carlosa. Dziewczynka widziała też jak ktoś zaczął obserwować ich dom, ale Gabrielle zbyła te obawy jej fantazją.
Sezon 8
W związku z Alejandrem, Carlos z żoną zdecydowali się poprosić Boba i Lee o wyrażenie zgody na zostanie opiekunami prawnymi dla nich. Juanita napisała „geje są głupi” na drzwiach garażu co zauważyli sąsiedzi. Gabi przyrzekła jej zorganizować wakacje, tak jak zawsze, pomimo złych perspektyw na ich zrealizowanie. Gabi wykorzystała kryzys w małżeństwie Karen i Roya. Pozwoliła jej małżonkowi zostać w jej domu a ten dyscyplinował jej dzieci. Juanita z siostrą oraz rodzicami została zaproszona na wesele Bena Faulknera i Renee Perry. Rok później, Gabi i Carlos przeprowadzili się wraz z dziećmi z Wisteria Lane do słonecznej Kalifornii.

### Juanita "Mama" Solis
Juanita „Mama” Solis (Lupe Ontiveros) to nieżyjąca matka Carlosa, urodzona ok. 1954 roku. Gdy miała 16 lat, w 1971 roku, wyszła za mąż za Diego Solisa. Kilka miesięcy po ślubie zaczął ją bić. Jej sytuacja była tak zła, że modliła się o śmierć. Wtedy pojawiło się ich jedyne dziecko, Carlos. W 1975 roku, kiedy ich synek miał 4 lata, Diego wrócił do domu pijany i zbił go. Wtedy przeszła gwałtowną metamorfozę i wiedziała, że Diego nie skrzywdzi już jej ani Carlosa. Juanita prawdopodobnie zabiła swego męża. Dziecku wmówiła, że Diego uciekł z kelnerką z El Paso. Bratowa udzieliła jej schronienia po tym incydencie. Juanita popadła w pewnym okresie w uzależnienie od hazardu. Straciła nawet oszczędności i biżuterię. Przed ślubem syna w 2003 roku narzekała na Gabrielle, że jest łowczynią posagów i zbankrutuje przez nią. Carlos uświadomił jej jednak, że jest szczęśliwy bo uśmiech jego przyszłej żony będzie i jest dla niego bezcenny. Gabi wygrała tę bitwę z Juanitą, ale wkrótce to ona zmusiła swą przyszłą synową do zgodzenia się na jej orkiestrę weselną, przemalowanie domu oraz podpisanie intercyzy.
Sezon 1
Carlos sprowadził ją na Wisteria Lane po incydencie z Jonathanem Lisco. Sądził, że Gabrielle ma romans, ale nie podejrzewał właściwego człowieka. Juanita zobowiązała się zdobyć dowody. Namawiała synową na dziecko co ta konsekwentnie odrzucała. Drugi pobyt w sklepie przyniósł czas wolny Gabrielle, gdyż Juanita została zatrzymana za próbę kradzieży kreacji o czym nie miała pojęcia. sklep nie wniósł oskarżenia do sądu. Teściowa poprosiła ją o rozmowę. Opowiedziała jej o swoim małżeństwie. Gabi wtrąciła, że Carlos sądził, iż jego ojciec uciekł z kelnerką z El Paso. Juanita tak mu powiedziała. Dodała też, że każda matka chroni swoje dzieci. Niektóre z nich traktują ten obowiązek poważniej niż inne. Wojna o Carlosa wybuchła w dniu zaręczyn. Gabrielle przegrywała bitwę za bitwą. Teraz, kiedy Juanita podejrzewała synową o romans, stało się jasne, że w tej wojnie nie bierze się jeńców. Kobieta zasugerowała Carlosowi zwolnienie pokojówki co dało by im oszczędności. Gabi przekonała go skutecznie, że bez Yao Lin będzie zmęczona i nie zadba tak o małżonka, jak powinna. Carlos nazajutrz zmienił zdanie. Podczas wyprzedaży u Youngów, Juanita i Carlos dyskutowali o tym z kim Gabi może mieć romans. Matka zapewniła syna, że nie musi się obawiać mężczyzn, z którymi publicznie rozmawia. Gabi dowiedziała się natomiast o sekrecie teściowej związanym z hazardem. Sama sprowokowała, że Juanita zadłużyła kartę syna i spłaciła ją nie informując męża. Zyskała zaufanie Juanity do czasu, gdy Carlos powiedział jej co zrobił. Juanita była pewna, że jej troskliwa synowa ma romans. Pozostało pytanie „z kim?” Na werandzie zaobserwowała jak Gabi i John Rowland niezręcznie minęli się. Miała już podejrzanego. Do Johna zadzwonił telefon i upewniła się, że to jego numer gdy wykonała „głuchy telefon” na jego aparat z porzuconego przez Gabi aparatu. Podsłuchała kochanków jak Gabi obiecała mu piękne pożegnanie w sypialni. W końcu zrobiła zdjęcie gdy zabawiali się, podczas gdy Carlos był na spotkaniu biznesowym z matką. Juanita powaliła Johna który się z nią szarpał, ale gdy biegła do taksówki, potrąciło ją auto Andrew Van De Kampa. Nikt go nie widział a Juanita trafiła do szpitala w stanie śpiączki. Spała pięć miesięcy. Czasami śniła jej się szokująca tajemnica synowej. Innymi razy, wypadek, po którym trafiła do szpitala. Ale najczęściej śniło jej się, że mówi synowi prawdę. Pewnej nocy, Juanita Solis uznała, że pora się obudzić. Po chwili chodzenia korytarzami, zauważyła telefon obok otwartych drzwi na klatkę schodową. Pomiędzy kobietą a jej celem była świeżo umyta podłoga. Juanita jej nie zauważyła i gdy szła do telefonu poślizgnęła się. Wpadła przez drzwi i poturbowała się na schodach. Tam spotkała Ruth Ann Heisel po czym zmarła. Ciało Juanity spoczęło, mimo trudności finansowych Gabrielle i Carlosa, w solidnej krypcie na cmentarzu w Fairview.
Sezon 2
Sprawa jej śmierci stała się osią sporu między Bree a Betty Applewhite, która dowiedziała się o wszystkim od syna, Matthew a ten od Danielle Van De Kamp.
Sezon 4
Najstarsza córka Gabi i Carlosa otrzymała po niej imię.
Sezon 6
Danielle – pod silnym wpływem alkoholu – po raz drugi przekazała informacje o śmierci Juanity. Tym razem do Sama Allena co kosztowało Bree utratę swojej firmy i rozwód z Orsonem za wolność Andrew.
Sezon 7
Dziesięć lat po wypadku Juanity, Gabrielle dowiedziała się od samej Bree kim była osoba, która przejechała jej teściową. Kilka miesięcy później, przez zupełny przypadek, Bree wykrzyczała to także w twarz Carlosa ponieważ bała się, że sam Andrew to zrobi. Carlos był wściekły, ale przebaczył Andrew a znacznie później Bree.
Sezon 8
„Mama” Solis pojawiła się milcząco jeszcze raz na Wisteria Lane, ubrana w biel. Była jednym z duchów obserwujących Susan Delfino, gdy opuszczała Wisteria Lane wraz z dziećmi i wnuczką, by rozpocząć nowy rozdział w życiu poza uliczką.

### Lucy Blackburn
Lucy Blackburn (Lesley Boone) to była dziewczyna Carlosa z czasów gdy był rozwiedziony z Gabrielle i była wiceprezes jego firmy.
Sezon 5
Gabi przygotowywała kolację, by gościć nową asystentkę Carlosa. Byłą w szoku, gdyż Lucy była otyła od studiów. Zaangażowała Lynette do pracy w firmie Carlosa by obserwowała Lucy. Między Scavo a nią wybuchł konflikt związany z przepracowaniem, gdyż walczyli o ważny kontrakt. Lynette nie mogła odwiedzać dzieci, więc wpuściła do gabinetu Lucy dzieci Gabrielle. Ta sądziła, że są to córki sprzątaczki i skrzyczała ją. Carlos dał jej reprymendę, bo chciał firmy przyjaznej pracownikom, a nie obozu pracy. Doszli do zgody, że Lucy musi odejść.

### Mary Bernard
siostra Mary Bernard (Melinda Page Hamilton) to blondynka, katoliczka i zakonnica.
Sezon 2
Pomogła Carlosowi wyjść przedterminowo z więzienia. Ona i Gabi od razu nie przypadły sobie do gustu. Gabi był zazdrosna a oskarżyła żonę Carlosa o materializm i nakłanianie go do grzeszenia. Zasugerowała jej nawet, że niektóre małżeństwa można unieważnić. Carlos zaangażował się w wyjazd sióstr do Botswany. Gabi dopilnowała by siostry wyjechały, finansując ich podróż oraz spowodowała reakcje alergiczną u męża by jego nie wypuścić z domu. Po powrocie z Afryki, siostra zasugerowała Carlosowi anulację małżeństwa. Wręczyła nawet odpowiednią ulotkę na ten temat a ten powiedział o tym Gabi. Latynoska, dzięki pomocy księdza Crowleya, pozbyła się rywalki sugerując mu, że ona i jej mąż mają romans, a nawet, że ze sobą spali. Carlos dowiedział się o tym, że parafia przeniesie ją na Alaskę, bez podania przyczyny decyzji, od siostry Mary. Gabi zabrała ulotkę siostry ze stołu i odwiedziła ją w kościele gdy szorowała podłogę. Zdążyła się z nią pobić, zanim ją wydalili z Fairview.

### Xiao Mei
Xiao Mei (Gwendoline Yeo) to druga była służąca Solisów. Została sprzedana przez wujka w niewolę do Maxime Bennet (Jane Lynch).
Sezon 2
Tworzyła dla niej legendarne, wielodaniowe obiady do czasu gdy oswobodziła ją policja. Ojciec Crowley postanowił ją przechować u Solisów. Gabrielle doprowadziła do tego, że sama chciała zostać bo była zachwycona jej zdolnościami krawieckimi i kulinarnymi. Xiao Mei ukryła jednak listy z ostrzeżeniem o możliwości deportacji z kraju. Odkryła też, że nie wyślą jej ponownie do Chin, jeśli zajdzie w ciążę z amerykańskim obywatelem. Zachęciła ją do bycia ich surogatką. Xiao Mei zaprotestowała, gdyż uważała, że będzie „zepsuta” jeśli nie zachowa cnoty do ślubu. Gabrielle przekonała ją, że mężczyźni chcą kobiet doświadczonych przez co Chinka przystała na umowę. Nie zrozumiała jednak procesu jak do tego ma dojść. Rozebrała się do naga i zaczekała aż Carlos przyjdzie. Gabi nie była zadowolona z tego, że Carlos nie wyprowadził jej z błędu. Przekazała informacje o tym, że jest dziewicą Carlosowi co go bardzo zainteresowało. Zabieg zapłodnienia się udał a Carlos zaczął o niej fantazjować aż Gabrielle zaczęła podejrzewać, że mają romans. W szpitalu odkryła, że Xiao Mei nie ma już błony dziewiczej. Obydwoje zostali nagrani przez urządzenie zwane „elektryczną nianią” i nakryci przez Gabrielle w garażu. Żona Carlosa wyrzuciła męża z domu, a także zażądała rozwodu a Xiao Mei kazała zostać bo nosiła jej dziecko.
Sezon 3
Pół roku później Gabrielle zagroziła swej służącej, że wyśle ją do Chin jak tylko urodzi. Xiao Mei uciekła z domu. Edie Britt odnalazła ją w domu Young a wody płodowe odeszły jej na weselu Bree i Orsona Hodge. Wydała na świat czarnoskóre dziecko, gdyż ich embrion został zamieniony, ale sam nie przetrwał. Dziecko oddano biologicznej rodzinie a Xiao Mei przeprowadziła się do chińskiej dzielnicy miasta by pracować dla przyjaciółki (Jeanne Sakata) w jej restauracji.

### Roxy
Roxy (Golden Retriever) to suczka oraz pies – przewodnik Carlosa gdy ten stracił wzrok.
Sezon 4
Steve (Archie Kao), zarządca ośrodka szkoleniowego dla psów, przywiózł psa i niewidomego Carlosa do domu. Pies zaczął rywalizować z Gabrielle o względy Carlosa i na nią warczeć. Za każdym razem gdy chodziło czy o przekąskę, czy spanie w ich łóżku. Gabrielle Solis nie tolerowała tylko jednej rzeczy: rywalki. Niezależnie od tego czy chodziła na dwóch, czy na czterech nogach. Kiedy Gabrielle rano wślizgnęła się do sypialni, zdecydowała: suka musi odejść. Wywiozła Roxy do ośrodka, ale ta pobiegła za nią. Steve zdążył przekazać Carlosowi nowinę a Carlos wybaczył żonie